# Осада Дижона
Осада Дижона велась с 8 по 13 сентября 1513 года силами Священной Римской империи и Швейцарского союза в ходе войны Камбрейской лиги.

## Предыстория
После поражений при Новаре и Гинегате Людовик XII ожидал контратаки имперских армий на земли королевства. Губернатором Бургундии был вернувшийся из Италии Луи II де Ла Тремуй, с июля готовивший для столицы провинции Дижона продовольственные и военные резервы и приказавший сжечь пригороды, которые могли укрыть наступление войск противника под стены.
За это время Цюрихский сейм собирает около 30 тыс. человек регулярного ополчения, армия конфедерации прошла смотр 17 августа и ушла в тот же вечер. Империя мобилизовала 1 тыс. немецких кавалеристов, 4 тыс. пехоты из Эно и 500 артиллерийских орудий, которые присоединились к швейцарцам в Безансоне 27 августа, где к ним присоединились 2 тыс. солдат из Франш-Конте.
Первые разногласия возникли из-за целей похода: имперцы хотят идти прямо на Париж, а швейцарцы — через Бургундию. Швейцарцы успешно защищают свою позицию, и войско идёт на Дижон двумя колоннами. Первая из немцев и швейцарских контингентов из кантонов Цюрих и Берн взяли Фонтен-Франсез, замок Сен-Сен, Люкс, Тиль-Шатель, Марси и Ис-сюр-Тий. Вторая колонна разграбила Мирбо-сюр-Без и монастырь Без.
В своей переписке с окружением и с королем Ла Тремойль свидетельствует о предпринятых им усилиях по защите провинции, чьи укрепления были в плачевном состоянии и устарелыми.

## Осада
8 сентября швейцарская и имперская армии подошли к стенам Дижона и окружили город. 9 сентября начались обстрелы с целью пробить брешь в стенах, из-за чего Луи де Ла Тремуй решил вырыть рвы за самыми опасными участками.
10 сентября, когда первые бомбардировки города оказались тщетны, швейцарцы решили установить вторую батарею. Во время этих приготовлений губернатор прислал переговорщиков, которые вернулись с пустыми руками. После нескольких часов обстрела появились две бреши, но обороне города удалось сдержать нападавших.
11 сентября осаждающие продолжали расширять бреши, поскольку имперская армия почувствовала первые трудности со снабжением. Сами швейцарцы с 1 сентября ожидали денежную выплату от императора Карла V, из-за чего начали терять энтузиазм насчёт затянувшейся осады. Ла Тремуй решил вбить клин между союзниками и пообещал конфедератам ходатайствовать в их пользу за погашение их задолженности. Несмотря на давление со стороны союзников, швейцарцы заключили перемирие.
12 сентября под дождем и в грязи немцы и контингент из Франш-Конте атаковали города, но им не хватило людей для прорыва обороны Дижона. В тот же день французы и швейцарцы подписывают Дижонский договор из восьми статей. Первая из них предусматривала возвращение папе римскому Льву X ранее отнятых у него королем Франции земель. Швейцарцы соглашались вернуть Миланское герцогство и графство Асти, за сохранение Бургундии им должны были выплатить 400 тыс. крон, половина из которых должна быть выплачена 27 сентября, а остаток — 11 ноября. Швейцарцы потребовали немедленно внести залог в 25 тыс. франков, который губернатор выплатил за счёт средств Дижона.

## Итоги
Швейцарцы покинули поле боевых действий между 14 и 15 сентября со своим залогом и пятью заложниками из Дижона. Их бывшие союзники из Германии и Франш-Конте, численно уступающие, идут по их стопам.
С 14 сентября Людовик XII знал о содержании договора и оспорил его, недобросовестно утверждая, что предоставленные Ла Тремулю полномочия недостаточны для принятия территориальных уступок. Швейцарцам так и не заплатили, несмотря на угрозы жизни заложникам, которые вскоре были освобождены благодаря Ла Тремойлю и заплатившим большую часть выкупа их семьям.
Мастерство Ла Тремуя предотвратило вторжение в Бургундию, но невыполненное обещание через два года не позволило Франциску I заключить соглашение с охранявшими проходы к Миланскому герцогству швейцарскими войсками.